# Januária (ort)
Januária är en ort i Brasilien.   Den ligger i kommunen Januária och delstaten Minas Gerais, i den sydöstra delen av landet, 400 km öster om huvudstaden Brasília. Januária ligger 459 meter över havet och antalet invånare är 34 811.
Terrängen runt Januária är platt åt sydost, men åt nordväst är den kuperad. Det finns inga andra samhällen i närheten.
Omgivningarna runt Januária är huvudsakligen savann. Runt Januária är det mycket glesbefolkat, med 4 invånare per kvadratkilometer.